# Euchoreutes naso
Il gerboa dalle lunghe orecchie (Euchoreutes naso  Sclater, 1891) è un roditore della famiglia dei Dipodidi, unica specie del genere Euchoreutes (Sclater, 1891), diffuso in Cina e Mongolia.

## Etimologia
Il termine generico deriva dalla combinazione del prefisso ευ-, vero, e dalla parola greca -χορευτής, danzatore, con evidente allusione allo stile di vita di questo piccolo roditore. L'epiteto specifico fa invece riferimento alla parte anatomica del muso nonostante sia una delle più caratteristiche meno evidenti dell'animale.

## Descrizione

### Dimensioni
Roditore di piccole dimensioni, con la lunghezza della testa e del corpo tra 80 e 95 mm, la lunghezza della coda tra 144 e 185 mm, la lunghezza del piede tra 41 e 49 mm, la lunghezza delle orecchie tra 37 e 47 mm e un peso fino a 38 g.

### Caratteristiche craniche e dentarie
Il cranio presenta un rostro lungo e sottile, le bolle timpaniche enormi e le arcate zigomatiche sottili e dirette verso il basso. Gli incisivi superiori sono bianchi e stretti, il premolare superiore è ridotto e di forma circolare.
Sono caratterizzati dalla seguente formula dentaria:

### Aspetto
Le parti dorsali variano dal giallo-rossastro al rossiccio chiaro con la base dei peli grigia, mentre i fianchi e le parti ventrali sono bianche. La testa è allungata, il muso è sottile, gli occhi sono relativamente piccoli. Le vibrisse sono lunghe. Le orecchie sono notevolmente grandi, lunghe poco meno della metà del corpo e sono strette. Le zampe anteriori sono corte, quelle posteriori sono allungate, con i tre metatarsi centrali parzialmente fusi e terminano con cinque dita, delle quali le due più esterne sono attaccate più indietro e sono ridotte. Sulla loro superficie ventrale sono presenti dei ciuffi di setole. La coda è molto più lunga della testa e del corpo, è ricoperta di piccoli peli biancastri e termina con un ciuffo di lunghi peli bianchi, con una banda centrale nera. Le femmine hanno quattro paia di mammelle. 

## Biologia

### Comportamento
È una specie terricola e notturna, adattata ad un andamento saltatorio.

### Alimentazione
Si nutre principalmente di parti vegetali e talvolta di insetti e lucertole.

### Riproduzione
Si riproduce agli inizi della primavera. Le femmine danno alla luce 2-6 piccoli alla volta.

## Distribuzione e habitat
Questa specie è diffusa nell'Asia centrale dallo Xinjiang occidentale attraverso la Cina centro-settentrionale fino alla Mongolia meridionale.
Vive nelle regioni desertiche, solitamente in colline sabbiose ai margini di oasi o in vallate con vegetazione sparsa.

## Tassonomia
Sono state riconosciute 3 sottospecie:
- E.n.naso: Xinjiang occidentale;
- E.n.alashanicus (Howell, 1928): Mongolia meridionale, Mongolia interna occidentale, Ningxia settentrionale, Gansu, Qinghai settentrionale;
- E.n.yiwuensis (Ma & Li, 1979): Xinjiang orientale.

## Conservazione
La IUCN Red List, considerato il vasto areale, la popolazione presumibilmente numerosa e la presenza in diverse aree protette, classifica E.naso come specie a rischio minimo (Least Concern).